# 平邑県
平邑県（へいゆう-けん）は中華人民共和国山東省臨沂市に位置する県。

## 歴史
1945年に平邑県が設置される。

## 行政区画
- 街道:平邑街道
- 鎮:仲村鎮、武台鎮、保太鎮、柏林鎮、卞橋鎮、地方鎮、銅石鎮、温水鎮、流峪鎮、鄭城鎮、白彦鎮、臨澗鎮、豊陽鎮
- 平邑経済開発区（省級）

## 特産品
- 金銀花（スイカズラの花・漢方薬）
- ツルドクダミ（何首烏）
- 沂蒙黒山羊

## 交通
- 菏日線
- 曲阜より臨沂に至る高速鉄道の駅が平邑にできる予定。2017年開通予定。
- 日東高速道路

## 出身人物
- 曾子
- 仲子
- 羊欣
- 羊祜